# New York Institute of Photography
New York Institute of Photography (Instituto de Fotografia de Nova York, em português), mais usualmente citada pela sigla NYIP, é uma escola centenária de fotografia dos Estados Unidos. Foi fundada em 1910. Ela tem vários cursos à distância, inclusive em espanhol, através da Educación a Distancia Latinoamérica, LLC (EDLatam.com).
Better Business Bureau deu para a NYIP a classificação de A+ em 2015, numa escala de A+ a F.
1. ↑  «About NYIP - Online Photography School - NYIP.edu». Consultado em 16 de fevereiro de 2016
2. ↑  «EDLatam.com (em espanhol)». Consultado em 16 de fevereiro de 2016
3. ↑  «BBB Business Review - BBB.org». Consultado em 16 de fevereiro de 2016